# دیوید لیوینگستون (کاشف)
دیوید لیوینگستون (یا لیوینگستن) متولد ۱۸۱۳ پزشک اسکاتلندی و کاشف اکثر مناطق مرکزی و جنوبی قارهٔ آفریقاست. وی در میان سال‌های ۱۸۴۱ تا ۱۸۷۳ ، جهت ترویج مسیحیت و جلوگیری از برده‌داری چندین بار به آفریقا سفر کرد.
او اغلب با یک گاری که یک گاو نر آنرا می‌کشید سفر می‌کرد و با قایق کوچکی از رودخانه‌ها می‌گذشت، اما سرزمین‌های وحشی و اطراف رودخانه او را مجبور می‌کرد که برای شناسایی بیشتر پیاده‌روی نماید.
در همین سال‌ها او موفق به کشف دریاچه تانگانیکا، آبشار ویکتوریا، رودخانه زامبزی و دریاچه نیامی شد. لیوینگستون همچنین تلاش‌های بسیاری برای یافتن سرچشمهٔ رود نیل نمود.
در سال ۱۸۶۹ تصور شد که وی مفقود شده یا مرده است تا آنکه در ۱۸۷۱ روزنامه‌نگاری بریتانیایی‌تبار به نام هنری مورتون استنلی وی را در کنار رود تانگانیکا یافت. آن دو به کمک یکدیگر مکانی را کشف می‌کنند که بعدها استنلی از آن به عنوان حوضه رود کنگو یاد می‌کند.
دیوید لیوینگستون در ۱۸۷۳ بر اثر ابتلا به بیماری مالاریا در آفریقا درگذشت. از او به عنوان یکی از قهرمانان ملی بریتانیا در اواخر سده نوزدهم نام برده می‌شود.